# Bob Houbregs
Robert John Houbregs, detto Bob (Vancouver, 12 marzo 1932 – Olympia, 28 maggio 2014), è stato un cestista e dirigente sportivo canadese, professionista nella NBA.

## Carriera
Ala centro, Houbregs frequentò la University of Washington dal 1949 al 1953. Nel 1953, da senior, fu nominato giocatore dell'anno della NCAA, guidando la University of Washington alle Final Four, segnando una media di 34,8 punti a gara nella post-season.
Fu scelto dai Milwaukee Hawks con la seconda chiamata assoluta nel draft del 1953 e giocò cinque stagioni (1953-1958) nella NBA con quattro squadre: gli Hawks, i Baltimore Bullets, i Boston Celtics, ed i Fort Wayne Pistons. Tra i professionisti ha avuto una media di 9,3 punti a gara.
È stato anche general manager dei Seattle SuperSonics dal 1970 al 1973.
Nel 1987 è diventato il primo giocatore non statunitense ad entrare a far parte della Basketball Hall of Fame.

## Palmarès
- NCAA AP All-America First Team (1953)
- NCAA AP All-America Second Team (1952)